# Bugatti Tipo 55
La Bugatti Tipo 55 è un'autovettura d'alto rango prodotta tra il 1932 ed il 1935 dalla Casa francese Bugatti.

## Profilo e storia
La Tipo 55 venne lanciata nel 1932, in sostituzione della Bugatti Tipo 43 e può essere considerata come la versione stradale delle Tipo 51 e Tipo 54 delle quali riprese gran parte della meccanica.

### Design esterno e interno
Sul piano del design, la Tipo 55 deve il suo stile all'estro di Jean Bugatti, figlio del patron Ettore. All'inizio degli anni '30 del secolo scorso, il giovane rampollo della casa francese impresse alla produzione automobilistica Bugatti una svolta stilistica considerevole, fatta di forme più fluide ed avvolgenti. La Type 55 non fu esente da tale nuovo corso stilistico, anzi, osservando il suo corpo vettura pare che esso riprenda da vicino quelle forme, sempre opera di Jean Bugatti, che caratterizzavano la ben più costosa Tipo 41 Roadster di Esders, una vettura che non a caso venne disegnata proprio in contemporanea con quella che sarebbe divenuta la futura Tipo 55. E così, anche la nuova roadster di Molsheim, disponibile fin da subito anche come coupé, si presentava con parafanghi assai avvolgenti, con il lungo cofano bicolore a feritoie verticali, il predellino dal disegno ad onda attraverso il quale si accedeva all'abitacolo e la coda dall'andamento più verticale con ruota di scorta a vista. Delle due configurazioni di carrozzeria previste per questo modello, la roadster risultava essere quella probabilmente più affascinante, ma allo stesso tempo anche più scomoda, almeno per quanto riguardava l'accesso all'abitacolo, in quanto tale operazione poteva essere effettuata solo scavalcando il predellino e la piccola porzione di lamiera che delimitava l'abitacolo dal predellino stesso. Sulla roadster mancano infatti le portiere, presenti invece nella più confortevole coupé, che fra l'altro era per contro sprovvista di predellino. L'abitacolo a due posti proponeva sedili rivestili in pelle, guida a destra con volante a quattro razze, cruscotto centrale di forma ovale con ben sei strumenti e plancia interamente in legno.
Quanto detto riguardava il design e lo stile relativi alle carrozzerie previste dalla casa di Molsheim, ma in realtà, la casa stessa dava al cliente la possibilità di optare per il telaio da ricarrozzare presso una carrozzeria esterna. Uno di questi esemplari, per esempio,  venne ricarrozzato dalla carrozzeria Billeter & Cartier di Lione su commissione del suo proprietario, mentre un altro fu "vestito" da Figoni & Falaschi.

### Struttura, meccanica e motore
Si è già detto che la Tipo 55 riprese sul piano tecnico parte della meccanica dalla Tipo 51 e parte dalla Tipo 54. Da quest'ultima venne ripreso il telaio da 2,75 metri di passo (quindi 22 cm in meno rispetto al passo della Tipo 43), sempre del tipo a longheroni e traverse in acciaio, con impianto frenante a quattro tamburi e sospensioni ad assale rigido, ammortizzatori a frizione, molle a balestra semiellittica all'avantreno e quarto-ellittica al retrotreno. Dalla Tipo 51 venne invece ripreso il motore ad 8 cilindri in linea da 2262 cm3 (alesaggio e corsa: 60 x 100 mm) con distribuzione di tipo bialbero in testa, alimentazione a carburatore Zenith 48K e sovralimentazione mediante compressore volumetrico Roots. La potenza massima di tale propulsore era di 185 CV a 5000 giri/min e veniva trasferita al retrotreno mediante un cambio manuale a 4 marce mutuato direttamente dalla Tipo 49. Con tali caratteristiche, la Tipo 55 era in grado di raggiungere una velocità massima di 180 km/h.

### Produzione
La Bugatti Tipo 55 fu prodotta in soli 38 esemplari: uno di questi esemplari fu impiegato anche alla 24 Ore di Le Mans del 1932. È unanimemente considerata una delle più belle Bugatti di sempre. Non avrà eredi dirette nella produzione Bugatti, giacché l'unico modello prodotto dalla Bugatti nei tardi anni '30, ossia la Tipo 57, andrà a sostituire efficacemente ed in un colpo solo tutti i modelli Bugatti prodotti fino a quel momento, compresa la stessa Tipo 55.